# Kollibylu, Mudigere
Kollibylu là một làng thuộc tehsil Mudigere, huyện Chikmagalur, bang Karnataka, Ấn Độ.